# Roman Abramovič
Roman Arkadjevič Abramovič (rus.: Роман Аркадьевич Абрамович; Saratov, 24. listopada 1966.) ruski je oligarh i gubernator Čukotskog autonomnog okruga. 
Predsjednik engleskog nogomentnog kluba Chelsea F.C. Prema časopisu Forbes, Abramovič je s 18 milijardi dolara najbogatiji čovjek Rusije. 

## Život
Otac i majka su židovskog porijekla i oboje su rano umrli. Od svoje osme godine živio je kod svog strica. Majka mu je kad je imao 18 godina umrla u pokušaju ilegalnog abortusa, dok mu je otac poginuo na građevini.

### Karijera
Roman Abramovič započeo je svoj multimilijarderski posao tijekom služenja vojnog roka u kojem je prodao benzin za neke članove svoje jedinice. nakon što je odslužio vojni rok oženio je svoju prvu suprugu Olgu. Najprije je radio kao trgovac uličnog a zatim kao mehaničar u lokalnoj tvornici.
Vlasnik ili suvlasnik:
- Sibneft 80 % (naftna kompanija), danas Gazprom Neft
- RUSAL 50 % (tvornice aluminija)
- Aeroflot 26 % (zrakoplovna tvrtka)
- Ruspravto 37,5 % (proizvođač automobila)
- Chelsea F.C.  (nogometni klub)

## Obitelj
Abramovič je bio od 1987. do 1989. sa svojom prvom ženom Olgom, s kojom je imao jedno dijete.  Drugi put se ženi 1991. za stjuardesu Aeroflota Irinu s kojom ima petero djece. S njom se rastao 2007. godine .